# Sarah Corona Berkin
Sarah Corona Berkin (Guadalajara) es una comunicóloga mexicana, directora del Centro de Estudios Latinoamericanos Avanzados (CALAS). Es especialista en educación intercultural, comunicación y educación indígena.

## Biografía
Sarah es doctora por la Universidad Católica de Lovaina en Bélgica. Ha sido profesora en prestigiadas universidades de México como son la Universidad de Guadalajara (UdeG) y la Universidad Autónoma Metropolitana (UAM), así como en la Universidad de Florida enEstados Unidos y en la Universidad de Bielefeld en Alemania. Ha realizado investigación en los campos de la comunicación escrita y en imágenes en distintos grupos sociales, la educación intercultural y la comunicación, la educación indígena, la historia de los libros de la Secretaría de Educación Pública (SEP). 
Desde 1988 es miembro del Sistema Nacional de Investigadores, donde actualmente posee el nivel III (denominado SNI III).
Es asesora pedagógica responsable del proyecto Secundaria intercultural Tatuutsi Maxakwaxi, Sierra Huichola; proyecto ganador de experiencias innovadoras de escuelas secundarias (2004), de la Organización de Estados Iberoamericanos para la Educación y la Cultura (OEI).
Forma parte de la Asamblea Consultiva del Consejo Nacional para Prevenir la Discriminación, donde ejerce el primer periodo del 17 de julio de 2015 al 17 de julio de 2018.

## Premios
- Premio a la Vinculación Universidad-Sociedad (2002) que otorga la Universidad de Guadalajara.
- Experiencias innovadoras de escuelas secundarias (2004) de la Organización de Estados Iberoamericanos para la Educación y la Cultura (OEI).[4]
- Gold Addy Award (2006) de la American Advertising Federation por el Calendario Intercultural Wixárika.
- Mención Honorífica del Premio al Mejor Libro de Antropología e Historia (2007) otorgado por la CONACULTA (hoy Secretaría de Cultura) y el INAH por su obra Entre voces…Fragmentos de educación "entre-cultural”.[5]
- Premio Tenamaztle (2016) por parte del Centro Universitario del Norte (CUNorte). Este premio simboliza la presencia, resistencia y lucha por la equidad para las comunidades indígenas.[6]

## Publicaciones
- Juego y Televisión. Un encuentro cercano, Universidad Autónoma Metropolitana-Xochimilco, México, 1990.
- Los libros para niños en México. Las políticas editoriales en México de 1956 a 1993, Modernity and tradition: The New Latin American and Caribbean Literature, 1956-1994, SALALM, Austin, USA, 1996, p.54-65.
- El “Latino” en el libro de texto de EUA. Historia de una exclusión, en ZER revista de Comunicación, abril de 1998, España.
- Competencias comunicativas de la escritura en huicholes y mestizos, en Comunicación y Sociedad, vol 35, Universidad de Guadalajara.
- La fotografía para una etnología de la comunicación, en Chasqui, Ciespal, Ecuador, junio de 1998.
- Teatro huichol: Rituales de interacción mestizos/huicholes, en Sinéctica, No. 15, ITESO, México, julio-diciembre de 1999.
- Análisis cultural de la fotografía, en Diálogos de la comunicación, vol 57, Perú, 2000.
- Image and Vision. The act of seeing in a huichol community, en Hemisphere, vol. 9, EUA, 2001.
- Nuestro libro de la memoria y la escritura. Apuntes para la enseñanza de la cultura wixarika, (con Agustín Salvador), Universidad de Guadalajara, 2002, 185 pp.
- Miradas Entrevistas. Cultura, comunicación y fotografía Huichola, Universidad de Guadalajara/Conacyt, México, 2002.
- Hablar huichol, leer español. Competencias lecto-escritoras en una secundaria bilingüe multicultural, en Diez Estudios sobre la lectura, coord. Alicia Peredo, UdeG, 2004.
- La formation des représentations: les livres de textes gratuits mexicains, en Relations entre le Mexique et les Etats-Unis, coord. Martine Dauzier, Harmattan, Paris 2004.
- Educación y visibilidad para la comunicación en el espacio público, en Delia Crovi (coordinadora), Bitácora de viaje. Investigación y formación de profesionales de la comunicación en Américas Latina, ILCE, México, 2005.
- O estudo das formas comunicativas como disciplinas do corpo: o caso de la fotografia huichol, em Comunicação & Educação, Universidade de São Paulo/Ed. Paulinas, maio/agosto 2006.
- Querido novio. Cartas, escritura y contextos culturales, Editorial Universitaria, México, 2007.
- Entre voces… Fragmentos de educación “entre-cultural”, Universidad de Guadalajara, México, 2007.
- Un siglo de educación sentimental. Los buzones amorosos en México, (coordinadora con Carmen de la Peza), UdeG/UV/UAM-X/UAM-A, México, 2007.
- Cinco desaciertos de la educación intercultural y una estrategia indígena, en Pueblos Indígenas, Educación y Políticas de Identidad en América Latina (colaboración con Myriam Rebeca Pérez Daniel), (Comp.) Dra. Juliana Ströbele-Gregor, Dr. Olaf Kaltmeier, Dra. Cornelia Giebeler, GTZ/ZIF, U. De Bielefeld, Alemania 2010.
- La vulnerabilidad indígena como obstáculo político en Revista de derechos humanos y Estudios Sociales, Facultad de Derecho de la Universidad Autónoma de San Luis Potosí/ Departamento de Filosofía del Derecho de la Universidad de Sevilla/ Departamento de Derecho de la Universidad Autónoma de Aguascalientes/ Comisión Estatal de Derechos Humanos de Aguascalientes, México, Año 2, n.º 3, enero-junio de 2010.
- En diálogo. Metodología de investigación horizontal en Ciencias Sociales y Culturales, (coordinadora con O. Kaltmeier), Gedisa, 2012.[7]
- Pura Imagen, (coordinadora), Conaculta, 2012.
- Ver con los otros. Comunicación intercultural. (en coautoría con Jesús Martín-Barbero), Fondo de Cultura Económica, 2017.[8]